# Neuheusis

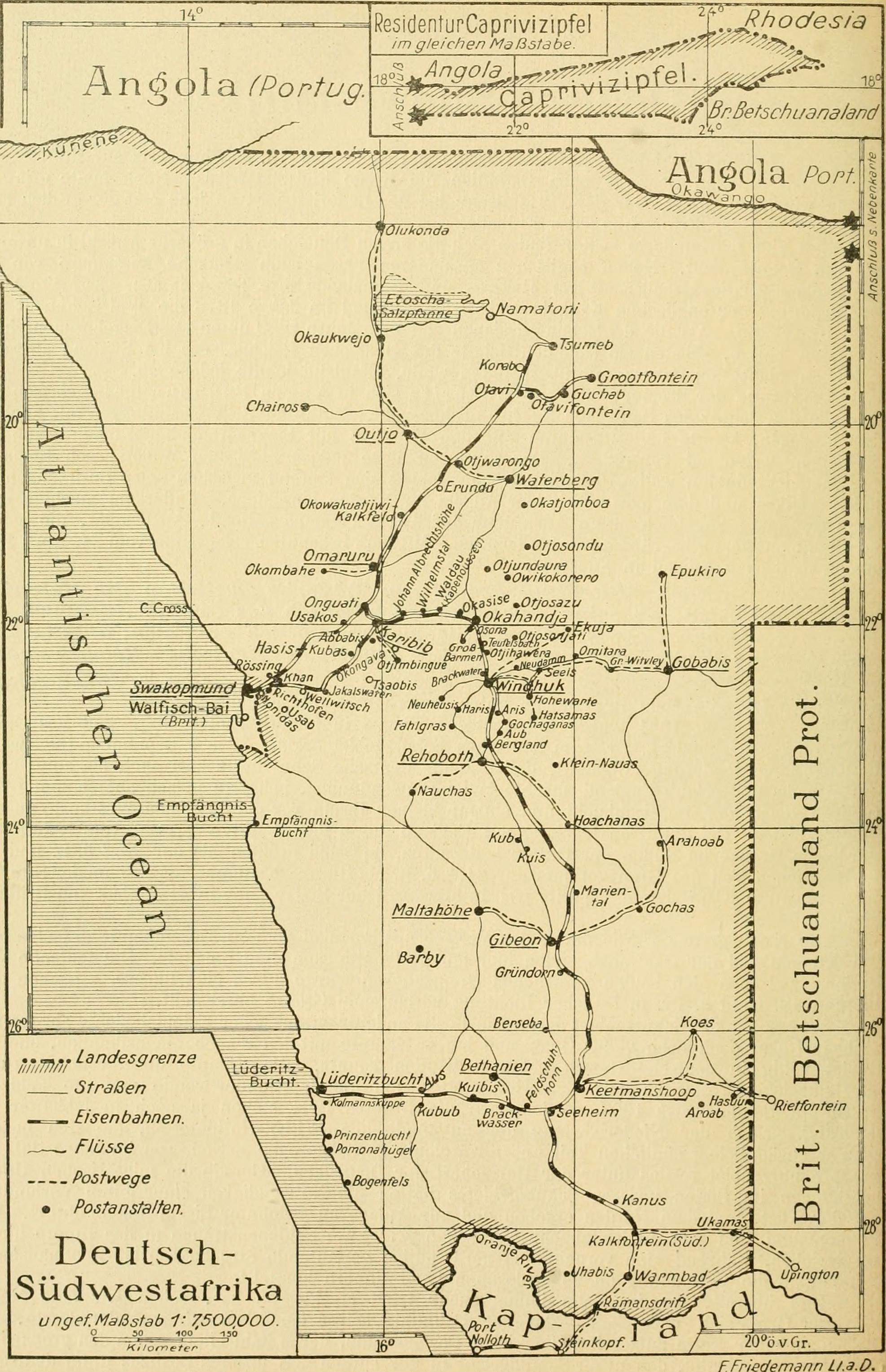
Karte mit der Farm

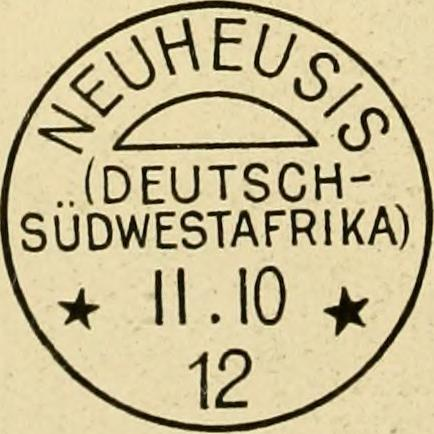
Postwertzeichen Neuheusis zu Zeiten Deutsch-Südwestafrikas

Neuheusis, selten auch Neu-Heusis, eigentlich ǁHoesesKlicklaut, ist eine Farm in der Region Khomas in Namibia. Sie liegt an der Hauptstraße C28 rund 30 Kilometer westlich von Windhoek. 
Neuheusis fand bereits zu Zeiten Deutsch-Südwestafrikas Erwähnung. Es war wichtiger Standort der britischen Liebig’s Extract of Meat Company.
Auf der Farm befindet sich sieben Kilometer westlich der Ansiedlung Baumgartsbrunn das 1911 errichtete Liebig-Haus (Geisterhaus). 18 Kilometer westlich Baumgartsbrunns, ebenfalls an der C28 und am Heusis-Rivier gelegen, befindet sich die von den Schutztruppen erbaute Curt von François-Feste.